# Bruggmannia longiseta
Bruggmannia longiseta är en tvåvingeart som först beskrevs av Jean-Jacques Kieffer 1913.  Bruggmannia longiseta ingår i släktet Bruggmannia och familjen gallmyggor. Inga underarter finns listade i Catalogue of Life.